# 中央人民政府贸易部
中华人民共和国中央人民政府贸易部是根据1949年9月27日中国人民政治协商会议第一届全体会议通过的《中华人民共和国中央人民政府组织法》第十八条的规定，于1949年11月1日设置的一个部门。1952年8月，为了加强商业工作和使国内贸易与对外贸易更好地为即将开始的第一个五年计划经济建设服务，中央人民政府委员会第十七次会议决定，撤销中央人民政府贸易部，分别成立中央人民政府对外贸易部和中央人民政府商业部。

## 职责权限
按照相关规定，中央人民政府贸易部在政务院财政经济委员会的指导下展开工作。
根据中央人民政府政务院关于统一全国国营贸易实施办法的决定，中央人民政府贸易部执行以下主要职责：
1. 根据中央人民政府政务院财政经济总计划起草国营贸易及合作社贸易总计划，经中央人民政府政务院批准后实施；
2. 批准全国各专业总公司的业务计划及财务计划并监督其执行；
3. 管理与调度全国一切国营贸易资金及存货；
4. 决定全国各大市场国营贸易公司批发商品的价格；
5. 指导全国私营商业及各级人民政府贸易部门对于市场的管理工作；
6. 颁布全国贸易会计法规。

## 历史
1948年9月26日成立华北人民政府，设立工商部，部长姚依林。1949年7月中旬，在华北人民政府工商部基础上成立中央商业处。中央商业处是为筹备成立中央人民政府贸易部而设置的临时机构，自1949年9月3日成立至同年11月1日结束。
1949年10月31日，华北人民政府结束。1949年11月1日在中央商业处的基础上成立中央人民政府贸易部。中央人民政府贸易部将华北人民政府工商部及中央商业处两个单位的人员，资财全部接收，并同时启用该部印信。部办公厅设在东交民巷13号六国饭店。
1950年3月10日中央政务院第23次会议通过《关于统一全国国营贸易实施办法的决定》，为统一全国国营贸易，完成国家进出口计划，领导国内市场，调节全国和地方的物资供求，促进国家生产事业的迅速恢复与发展，设立全国范围的贸易专业总公司：
中国盐业公司
- 中国粮食公司：1952年9月改组为中国粮谷出口公司
- 中国油脂公司：1952年9月改组为中国油脂出口公司
- 中国蛋品公司
- 中国猪鬃公司
- 中国皮毛公司
- 中国百货公司
- 中国花纱布公司
- 中国煤业建筑器材公司（简称煤建公司）
- 中国土产公司
- 中国石油公司
- 中国工业器材公司
- 中国畜产公司：1951年4月中国蛋品、中国猪鬃、中国皮毛3家公司合并为中国畜产公司。1952年9月分出食品业务，成立中国食品出口公司。
- 中国粮谷油脂出口公司：1953年1月中国粮谷出口公司与中国油脂出口公司合并而成。
- 中国粮油食品进出口公司：1961年1月中国粮谷油脂出口公司与中国食品出口公司合并而成。1965年更名为中国粮油食品进出口总公司。
- 中国茶叶公司：1949年11月23日，中央财政经济委员会主任陈云、副主任薄一波、马寅初共同签署文件，批复贸易部、农业部的报告同意成立中国茶叶公司。1949年12月1日，中国茶业公司在北京东安门大街29号正式办公，经理由农业部副部长吴觉农兼任，副经理范仰民。
- 中国矿产公司
- 中国五金电工进口公司：1952年9月，成立，承担钢材、有色金属、电工电讯器材 等商品的进出口业务。周化民任经理。1955年7月，中国五金电工进口公司改名为中国五金进口公司。
- 中国进口总公司，任命卢绪章为经理。1951年1月8日，中国进出口公司（简称“中进出”）筹备组成立，人员来源以原中国进口总公司及其华北区公司为基础。2月13日，中国进出口公司接受中央贸易部委托，代为领导香港机构有关进出口公司的业务。3月1日公司在天津正式开业，主要任务是打破西方国家对我国实行的“封锁”、“禁运”，开展对资本主义国家的贸易。张化东任公司经理，副经理倪蔚庭。

这些专业公司，在中央人民政府贸易部的统一领导下开展工作，分别经营国内商业和对外贸易。各个专业总公司根据其具体业务需要，在省、专区、市、县分别设立各级分支机构，由各全国总公司统一管理、统一经营，并在全国范围内施行统一核算。
1950年7月，全国合作社工作者第一届代表会议后，成立了中华全国合作社联合总社，并在地方建立各级联社，全国范围内自上而下形成一个独立的组织系统，成为国营商业的得力助手和重要组成部分。
随着建国后国内外贸易的逐步发展，1952年8月7日，为了加强商业工作和使国内贸易与对外贸易更好地为即将开始的第一个五年计划经济建设服务，中央人民政府委员会第十七次会议决定，撤销中央人民政府贸易部，分别成立中央人民政府对外贸易部和中央人民政府商业部。8月10日中央人民政府公布的《中央人民政府委员会关于调整中央人民政府机构的决议》的第二项，成立中央人民政府对外贸易部和中央人民政府商业部，于1952年9月3日正式撤销中央人民政府贸易部。

## 组织结构
中央人民政府贸易部成立后，机关设置几经变动，1951年时贸易部共设置有办公厅及6个厅局司级机关：
- 中央人民政府政务院
  - 政务院财政经济委员会
    - 中央人民政府贸易部
      - 部长：叶季壮
      - 副部长：姚依林、沙千里（中国人民救国会，原上海市人民政府副秘书长）、雷任民（1951年9月）
      - 办公厅
      - 国外贸易司，司长王文波
      - 国内贸易司，司长郭今吾
      - 经济计划司
      - 财务会计司
      - 人事司
      - 储运司

## 历任部长
1. 叶季壮（1893年－1967年6月27日）原名叶毓年，字耀周。叶季壮出生于中国广东省新兴县，他的母亲在他出生时就死了。叶季壮在广州受到法学教育，1914年毕业于广东公立法政学堂。此后以实习法官、教师和记者为业。 1925年11月参加中国共产党。四一二事变后他逃亡澳门、上海和香港。1929年12月组织百色起义。他的部队到达井岗山后他主要负责后勤工作。在长征的过程中，他的主要任务也是保障供给，到达延安后他负责财政和物资。1945年9月他被授中将军衔。共产党开始在东北接受苏联军队的物资时，他被派往关外负责经济和建设工作。  中华人民共和国成立后，他先后担任贸易部和外贸部部长。文化大革命中叶季壮被作为“走资派”而遭到批斗。1967年6月27日逝世于北京。

## 外部連結
- （简体中文） 中华人民共和国商务部官方网站商务部机构沿革（页面存档备份，存于）